# Eleccions al Landtag de Baviera de 1946
Les eleccions al Landtag de Baviera de 1946 van ser les primeres de l'actual període democràtic a Alemanya. Van ser guanyades per la Unió Social Cristiana de Baviera (CSU) amb majoria absoluta. Els socialistes, liberals i la Lliga de la Reconstrucció van arribar al parlament.

## Resultats
| Partit Polític            | Percentatge | Escons |
| ------------------------- | ----------- | ------ |
| CSU                       | 52,3        | 104    |
| SPD                       | 28,6        | 54     |
| Lliga de la Reconstrucció | 7,4         | 13     |
| DKP                       | 6,1         | 0      |
| FDP                       | 5,6         | 9      |